# Searsport
Searsport és una població dels Estats Units a l'estat de Maine (EUA). Segons el cens del 2000 tenia 2.641 habitants.

## Demografia
Segons el cens del 2000, Searsport tenia 2.641 habitants, 1.130 habitatges, i 732 famílies. La densitat de població era de 35,7 habitants/km².
Dels 1.130 habitatges en un 27,6% hi vivien nens de menys de 18 anys, en un 51,2% hi vivien parelles casades, en un 10% dones solteres, i en un 35,2% no eren unitats familiars. En el 28,7% dels habitatges hi vivien persones soles el 13,4% de les quals corresponia a persones de 65 anys o més que vivien soles. El nombre mitjà de persones vivint en cada habitatge era de 2,34 i el nombre mitjà de persones que vivien en cada família era de 2,86.
Per edats la població es repartia de la següent manera: un 23,3% tenia menys de 18 anys, un 7,2% entre 18 i 24, un 25,7% entre 25 i 44, un 28,6% de 45 a 60 i un 15,2% 65 anys o més.
L'edat mediana era de 41 anys. Per cada 100 dones de 18 o més anys hi havia 87,1 homes.
La renda mediana per habitatge era de 31.288 $ i la renda mediana per família de 38.333 $. Els homes tenien una renda mediana de 31.629 $ mentre que les dones 23.221 $. La renda per capita de la població era de 18.883 $. Entorn de l'11,3% de les famílies i el 13,4% de la població estaven per davall del llindar de pobresa.